# 南昌职业大学
南昌职业大学是江西省南昌市的一所民办本科普通高等职业学校，最早可以追溯至1993年6月成立的江西大宇工商学院，歷經多次改名，於2018年改為現名。现有安义县校区，湾里区校区。

## 历史沿革

### 江西大宇工商学院
1993年6月，经江西省教育厅委員批准，成立江西大宇工商学院。

### 江西大宇专修学院
1998年3月，更名为江西大宇专修学院。

### 江西大宇职业技术学院
2003年4月，更名为江西大宇职业技术学院。
2006年7月，安义校区开始筹建。

### 南昌职业学院
2011年，更名为南昌职业学院。

### 升格為职业大学
2018年，升格为本科院校，更名为南昌职业大学。

## 院系设置(教学单位)[7]
- 经济管理系
- 工程系
- 信息技术系
- 人文外语系
- 艺术设计系
- 音乐舞蹈系
- 体育卫生系
- 思想政治理论课教学部
- 公共基础课教学部
- 创业学院

## 学校榮譽
南昌文理学院虽然成立时间较晚，但发展迅猛。荣获国家奖项8项，升级奖项105项。

## 學術交流
學校曾邀請在台復校的國立清華大學教授张一熙來演講。同时也积极与台湾进行学术交流。

## 企業合作
學校也與歐菲光集團進行合作，注重实用性人才的培养。

## 负面新聞
有学生猝死后，强迫其他学生和老师"捐款"。
违规组织学生实习被查处。涉嫌强制大二学生实习，否则不发毕业证。
招生时，涉嫌合谋篡改高考生志愿。
班主任贪污学生奖学金和助学金，公然向学生索要钱财礼物。
强制教师去全国各地招生，没完成招生任务会被扣工资。

## 学校照片
|  |  |
|  |  |
|  |  |
|  |  |